# Campeonato Africano de Atletismo de 2018 - 10000 m masculino
A prova dos 10000 metros masculino do Campeonato Africano de Atletismo de 2018 foi disputada no dia 1 de agosto, no Estádio Stephen Keshi,  em Asaba,  na Nigéria. 

## Recordes
Antes desta competição, os recordes mundiais e do campeonato nesta prova eram os seguintes:
|                       | Nome             | Nacionalidade | Tempo      | Local      | Data                 |
| --------------------- | ---------------- | ------------- | ---------- | ---------- | -------------------- |
| Recorde mundial       | Kenenisa Bekele  | Etiópia       | 26m 17s 53 | Bruxelas   | 26 de agosto de 2005 |
| Recorde do campeonato | Kenneth Kipkemoi | Quênia        | 27m 19s 74 | Porto Novo | 28 de junho de 2012  |
| Recorde africano      | Kenenisa Bekele  | Etiópia       | 26m 17s 53 | Bruxelas   | 26 de agosto de 2005 |

## Medalhistas
| Ouro              | Prata                 | Bronze                  |
| Jemal Yimer (ETH) | Andamlak Belihu (ETH) | Timothy Toroitich (UGA) |

## Cronograma
Todos os horários são locais (UTC+1). 
| Data        | Hora  | Evento |
| ----------- | ----- | ------ |
| 1 de agosto | 18:00 | Final  |

## Resultado final
| Posição           | Atleta                       | Nacionalidade | Tempo    | Notas |
| ----------------- | ---------------------------- | ------------- | -------- | ----- |
| Medalha de ouro   | Jemal Yimer                  | Etiópia       | 29:08.01 |       |
| Medalha de prata  | Andamlak Belihu              | Etiópia       | 29:11.09 |       |
| Medalha de bronze | Timothy Toroitich            | Uganda        | 29:11.87 |       |
| 4                 | Vincent Kipsang Rono         | Quênia        | 29:14.52 |       |
| 5                 | Isaac Kipsang                | Quênia        | 29:25.54 |       |
| 6                 | Awet Habte                   | Eritreia      | 29:38.41 |       |
| 7                 | Josphat Kipkoech Bett        | Quênia        | 30:13.22 |       |
| 8                 | Ibrahim Ismael Hassan        | Djibuti       | 30:13.36 |       |
| 9                 | Elroy Gelant                 | África do Sul | 30:23.35 |       |
| 10                | Ali Mahamat                  | Chade         | 31:12.18 |       |
| 11                | Taye Girma                   | Etiópia       | DNF      |       |
| 12                | Gabriel Geay                 | Tanzânia      | DNS      |       |
| 12                | Agustino Sulle               | Tanzânia      | DNS      |       |
| 12                | Mahamadal Fadal Adamou Abdou | Níger         | DNS      |       |
| 12                | Ibrahim Jemal Husen          | Chade         | DNS      |       |
| 12                | David Kulang                 | Sudão do Sul  | DNS      |       |
| 12                | Toka Badboy                  | Lesoto        | DNS      |       |
| 12                | Mehari Tsefai                | Eritreia      | DNS      |       |

Legenda
| Recorde mundial       | Recorde mundial (World record)               |                       | Recorde africano                      | Recorde africano (African) |                                           | Q | Classificado por posição (Qualified) |
| Recorde do campeonato | Recorde do campeonato (Championship record)  | Recorde da América    | Recorde da América (Americas)         | q                          | Classificado por melhor tempo (Qualified) |   |                                      |
| Melhor marca do ano   | Melhor marca do ano (World leading)          | Recorde asiático      | Recorde asiático (Asian)              | DNS                        | Não largou (Did not start)                |   |                                      |
| Recorde nacional      | Recorde nacional (National record)           | Recorde europeu       | Recorde europeu (European)            | DNF                        | Não terminou (Did not finish)             |   |                                      |
| Recorde pessoal       | Recorde pessoal do atleta (Personal best)    | Recorde da Oceania    | Recorde da Oceania (Oceania)          | DSQ / DQ                   | Desclassificado (Disqualified)            |   |                                      |
| Recorde da temporada  | Recorde da temporada do atleta (Season best) | Recorde sul-americano | Recorde sul-americano (South America) | NM                         | Sem marca (No mark)                       |   |                                      |